# 范富山
范富山（1914年—1998年），男，山西定襄人，中华人民共和国军事人物，中国人民解放军少将，曾任中国人民解放军铁道兵后勤部部长。